# Guadalupito, San Luis Potosí
Guadalupito är en ort i Mexiko.   Den ligger i kommunen Salinas och delstaten San Luis Potosí, i den centrala delen av landet, 500 km nordväst om huvudstaden Mexico City. Guadalupito ligger 2 182 meter över havet och antalet invånare är 101.
Terrängen runt Guadalupito är lite kuperad. Runt Guadalupito är det glesbefolkat, med 13 invånare per kvadratkilometer. Närmaste större samhälle är Salinas de Hidalgo, 10,9 km sydost om Guadalupito. Omgivningarna runt Guadalupito är i huvudsak ett öppet busklandskap.